# عیسی مشار
عیسی مشار قائم‌مقامی از سیاستمداران ایرانی بود، که در دوره‌های  یازدهم،  دوازدهم و  سیزدهم بعنوان نماینده زابل  و در دوره  نوزدهم بعنوان نماینده مشهد   در مجلس شورای ملی حضور داشت. نائب التولیه آستان قدس رضوی